# 83:an i lumpen
83:an i lumpen är en svensk kortfilm från 1944 i regi av Sölve Cederstrand. I rollerna sågs Erik "Bullen" Berglund och Thor Modéen.

### Fotnoter
1. ↑  ”83:an i lumpen”. Svensk Filmdatabas. http://sfi.se/sv/svensk-filmdatabas/Item/?itemid=19965&type=MOVIE&iv=Basic. Läst 20 mars 2013.